# Regió de Natal
La Regió de Natal és una regió de Sud-àfrica que s'estén entre Drakensberg i l'oceà Índic.

## Història
Inicialment fou habitada durant segles per caçadors-recol·lectors san i agricultors ngonis. Al principi del segle xix, la regió va ser incorporada al Regne Zulu de Shaka. Més endavant, esdevení una de les tres repúbliques Boer, que seria annexionada el 1843 per Gran Bretanya. Des de 1910 va ser una província de la Unió Sud-africana i el nord fou unit amb l'antic bantustan KwaZulu l'any 1994.